# Мешич, Мухамед
Мухамед Мешич (босн. Muhamed Mešić (род. 28 апреля 1984 года, Тузла) — боснийскии юрист, гебраист, японовед и лингвистический гений, чьи способности вызывают интерес учёных. В своём родном городе уже в 16 лет был членом городского совета, а в возрасте 26 лет владел в той или иной степени 56 языками. Страдает синдромом саванта.
Первым иностранным языком, с которым он познакомился, был греческий: во время отдыха в Греции, когда он хотел пообщаться с хозяином отеля. Позже углублял свои знания, используя контакты с солдатами международных сил UNPROFOR, которые находились во время боснийской войны в Боснии и Герцеговине.
Диплом юриста он получил в 2002 году в Вене. В 2010-м выиграл Brainswork Make a Difference Award. Мухамед Мешич работает старшим консультантом по устойчивому развитию, творческой индустрии и образованию.